# アントニオ・ダマシオ
- アントニオ・ダマシオ
- アントニオ・ダマジオ
- アントニオ・R・ダマシオ

アントニオ・ダマシオ（英: Antonio Damasio 葡: António Damásio 1944年2月25日 - ）は、ポルトガル系アメリカ人の神経科学者。
意識・脳・心身問題・感情・情動などを研究テーマとする。特に意思決定や価値判断に関する「ソマティック・マーカー仮説」の提唱者として知られる。その研究は神経科学だけでなく哲学・心理学・ロボット工学にも影響を与えている。

## 人物
リスボン出身。1969年リスボン大学医学部卒業、1974年リスボン大学医学博士。渡米して1975年から2005年までアイオワ大学教授（ヴァン・アレン冠教授）。1989年からはカリフォルニア州のソーク生物研究所の客員教授を兼任。2006年からは南カリフォルニア大学教授（デビッド・ドーンサイフ冠教授）および脳創造研究所所長。
1994年の著書『デカルトの誤り』における「ソマティック・マーカー仮説」で世界的に注目されるようになった。
1990年代以降、アメリカ芸術科学アカデミー・全米医学アカデミーなどの会員、アヴェイロ大学・ライデン大学などの名誉博士号、アストゥリアス皇太子賞・本田賞・グロマイヤー賞など、多数の栄誉がある。バーグルエン賞の審査委員長も務める。

## 著作（日本語訳）

### 単著
- 『生存する脳: 心と脳と身体の神秘』田中三彦訳、講談社、2000年、原題："Descartes,Error"(Putnam、1994)
  - ちくま学芸文庫版: 『デカルトの誤り: 情動、理性、人間の脳（英語版）』田中三彦訳、筑摩書房、2010年
- 『無意識の脳 自己意識の脳』田中三彦訳、講談社、2003年、原題："The Feeling of What Happens: Body and Emotion in the Making of Consciousness"(Harcourt、1999)
  - 講談社学術文庫版: 『意識と自己』田中三彦訳、講談社、2018年
- 『感じる脳: 情動と感情の脳科学 よみがえるスピノザ』田中三彦訳、ダイヤモンド社、2005年、原題："Looking for Spinoza"(Harcourt、2003)
- 『自己が心にやってくる: 意識ある脳の構築』山形浩生訳、早川書房、2013年、原題："Self Comes to Mind(Pantheon、2010)
- 『進化の意外な順序: 感情、意識、創造性と文化の起源』高橋洋訳、白揚社、2019年、原題："The Strange Order of Things: Life, Feeling, and the Making of Cultures"(Pantheon、2018)
- 『ダマシオ教授の 教養としての「意識」 機械が到達できない最後の人間性』千葉敏生訳、ダイヤモンド社、2022年、原題："Feeling and Knowing: Making Minds Conscious"(Pantheon、2021)

### その他
- 「感情的な人間はバカなのか？」田中裕子訳、『「バカ」の研究』ジャン=フランソワ・マルミオン編、亜紀書房、2020年
- 「ソマティック・マーカーと行動指針――理論と予備的検証」『感情 ジェームズ/キャノン/ダマシオ』ダニエル・トラネル；ハンナ・C・ダマシオ（英語版）共著、北川玲訳、岩波書店〈名著精選〉、2020年